# 道顿堀格力高广告牌

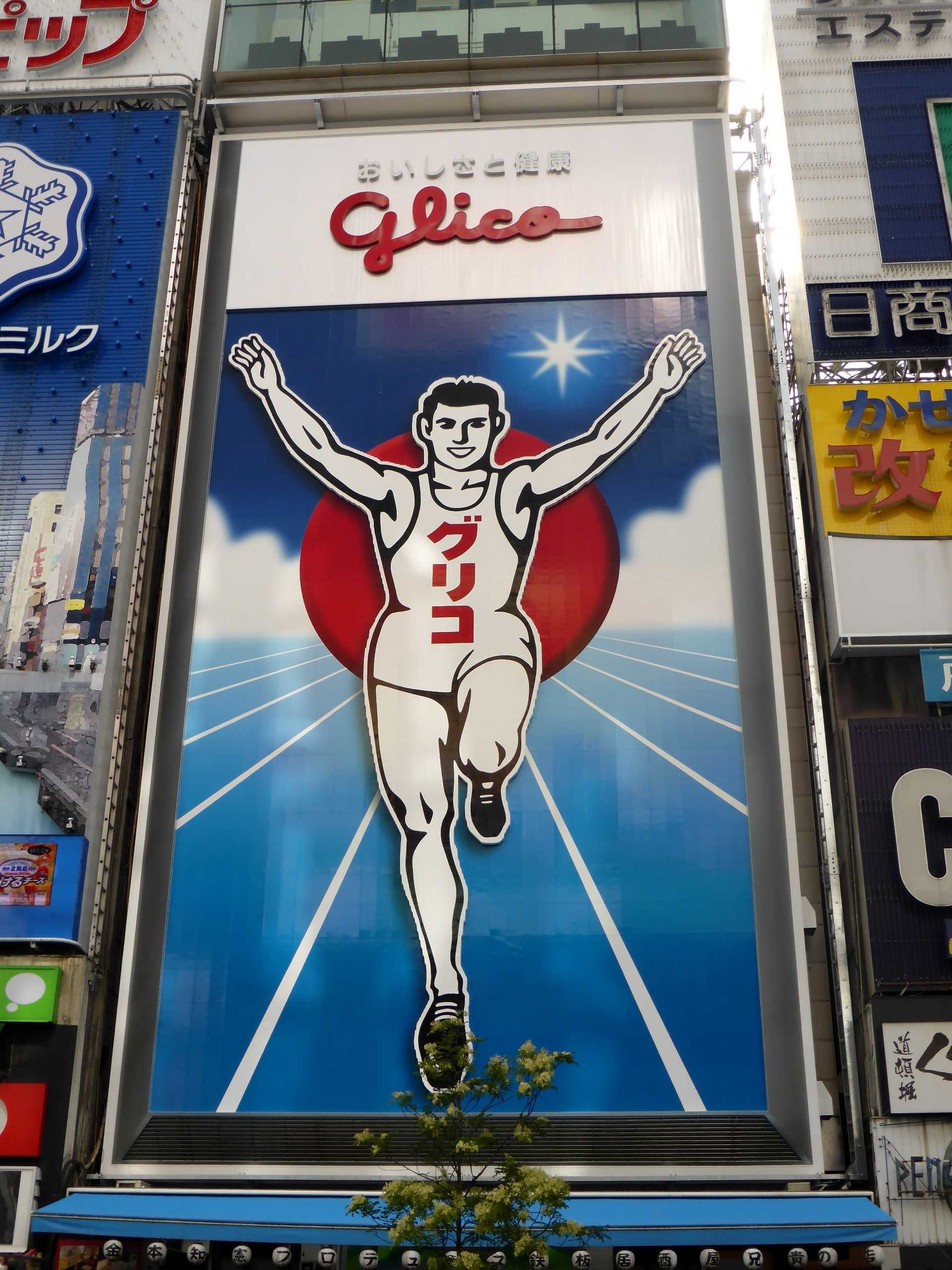
第六代广告牌

道顿堀格力高广告牌位于日本大阪道顿堀的戎桥西南畔，是江崎格力高的一块户外广告牌，现已成为大阪的地标之一。

## 概要
大阪道顿堀川沿岸设立有许多广告牌。这些广告牌与蟹道乐招牌、通天阁等一起被视为大阪南部的地标，并经常被大阪旅游指南收录。道顿堀格力高广告牌正是其中之一。
2003年4月11日，道顿堀格力高广告牌与大阪中央公会堂以及港大桥等一起被指定为大阪市指定景观形成物。

## 历史
截至2021年，该广告牌共经历五次重设，每次设计均有所不同。

### 初代
前三代道顿堀格力高广告牌均为塔型设计。第一代广告塔设立于1935年，高33米。塔上的跑者和格力高标志以6种颜色、每分钟19次交替变化。当时的跑者原型包括了1923年远东运动会选手福图纳托·卡塔隆，以及1924年巴黎奥运会选手金栗四三及谷三三五。1943年，受战争中的金属类回收令影响，广告塔被解体。

### 第二代
1955年，广告塔得以重建。第二代广告塔高22米，为拱形设计，塔底设置了舞台，可以作为木偶戏或洛卡比里演出的场地。

### 第三代
1963年，第三代广告塔被设立。中心标志采用喷水式设计，喷出的水可循环使用，并设置了防水带以消除水落下的声音。

### 第四代
1972年设立的第四代为历代延续时间最长的一代。从此代开始，广告牌变为牌型设计。此代广告牌高17米，宽10.85米。以在田径场奔跑的运动员为原型，这一设计一直延续至今。点灯时间从日落至23时。1996年1月21日，受广告牌所在的大楼重建工程影响，在当日亮灯结束后次日广告牌被移除。

### 第五代

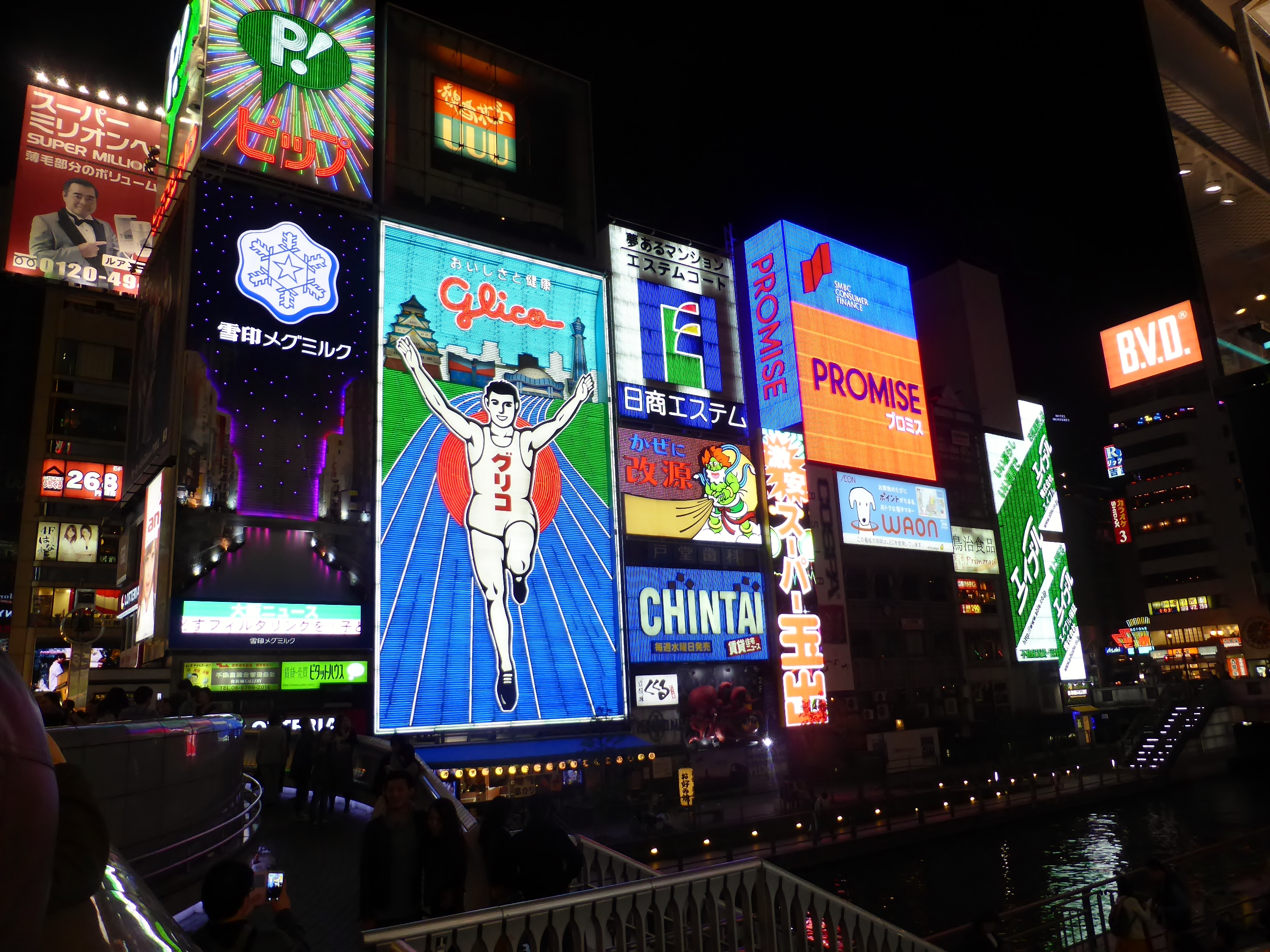
第五代广告牌

伴随大楼重建，替换后的第五代广告牌于1998年7月6日开始使用。总体设计延续了前四代的田径场跑者形象。广告牌高20米，宽10.85米。共使用4460条霓虹灯管，灯管总长可达5100米。
本代广告牌的设计以田径场的跑者为主体，大阪城、海遊館等为背景。点灯时间为日落前30分钟至24时。以127秒为周期循环展现大阪白天-黄昏-夜景-朝霞的风貌。每个整点时刻还会显示当前时间。
- 2002年国际足协世界杯纪念制服
- 2003年阪神虎制服
- 2007年世界田径锦标赛纪念制服

广告牌上的跑者在大型运动会等活动期间曾被替换不同服饰。如为纪念2002年國際足協世界盃，在2002年4月24日，跑者服饰被替换为日本选手制服。2003年8月20日，跑者服饰被替换为阪神虎的制服。2007年，为庆祝世界田径锦标赛在大阪举行，跑者服饰被替换为日本代表队的制服。
2011年3月11日，东日本大地震发生。从次日起至2011年4月3日，广告牌连续熄灯。直至4月4日才再次点灯。

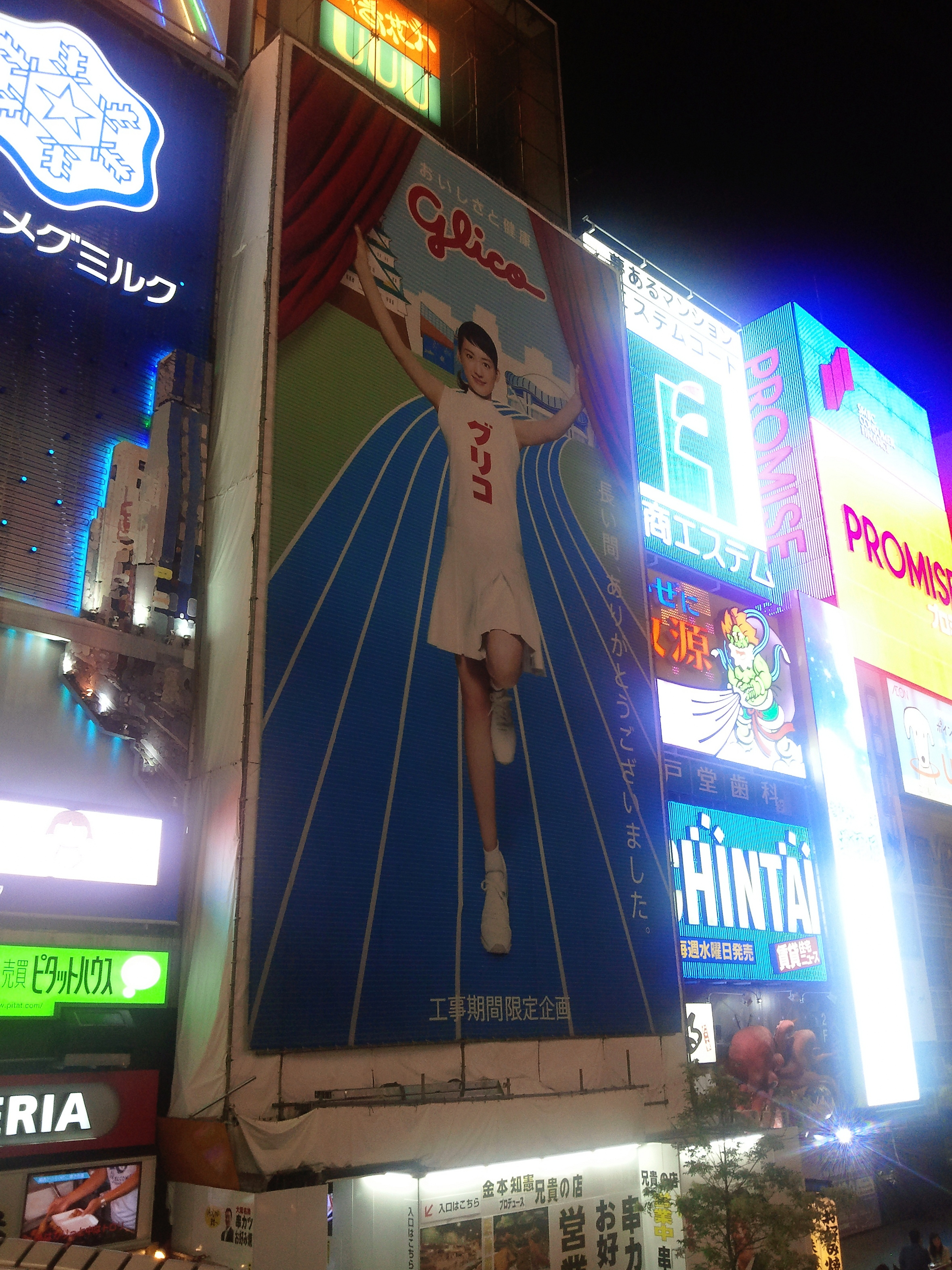
被临时幕布覆盖的第五代广告牌

受老化和霓虹灯管采购困难的影响，2014年8月17日，广告牌进行了最后一次点灯。2014年8月25日，广告牌被由格力高代言人绫濑遥扮演的跑者的临时幕布覆盖。

### 第六代
2014年10月23日，第六代广告牌完工，江崎格力高社长江崎胜久和绫濑遥出席了点灯仪式。
第六代广告牌延续了第五代的整体设计，以蓝色背景和跑者为主体，使用了14万个LED灯管。每日18时至24时点灯。
据估计，第六代广告牌投入使用的第一年为大阪府带来128亿4900万日元的经济效益，为包括大阪府在内的日本全国带来291亿1300万的经济效益。
为防止2019冠状病毒病感染扩大，2020年4月8日20时开始，广告牌终日熄灯，以呼吁减少外出。2020年4月30日19时30分，广告牌被全蓝色光点亮，以表达对医务人员的敬意。